# Mo i Rana
Mo i Rana is een stad in de gemeente Rana aan de Ranfjord in Nordland in het noorden van Noorwegen. Ten zuiden ligt Mosjøen en ten noorden Fauske.
Het is de op drie na grootste stad in het noorden van Noorwegen, met ca. 18.000 inwoners (2009). De stad ligt net ten zuiden van de poolcirkel. Tussen Mo i Rana en Saltdal ligt het Poolcirkelcentrum. Ten noorden ligt het nationaal park Saltfjellet-Svartisen met de gletsjer Svartisen en de zijarm Engabreen. In Mo i Rana is een vestiging van de Nationale Bibliotheek van Noorwegen.
In de buurt van Mo i Rana liggen meer dan 200 grotten, waarvan de bekendste de Setergrotta en Grønli Grot zijn. De laatste is de meest bezochte kalksteengrot in Noorwegen.
De gemiddelde temperatuur in januari is -6°C en in juli 13°C, met gemiddeld 1400 mm neerslag per jaar. Vanaf de Tweede Wereldoorlog tot de jaren 90 was de stad afhankelijk van zware industrie. Daarna zijn nieuwe industrieën (zoals het toerisme) ontstaan.
Nordlandsbanen loopt langs Mo i Rana. Het station heeft meerdere verbindingen per dag met Bodø en met Trondheim. Het vliegveld, bij Røssvoll, heeft een beperkt aantal verbindingen. Auto- en vrachtverkeer naar het zuiden en noorden kan gebruikmaken van de E6.

## Partnersteden
- Petrozavodsk (Rusland)

## Geboren
- Bjørn Alterhaug (1945), jazzmusicus en componist
- Trond Sollied (1959), voetballer en coach van onder andere AA Gent, Club Brugge en SC Heerenveen
- Kristin Størmer Steira (1981), langlaufster
- Lisa-Marie Utland (1992), voetbalster